# Bandera de Toronto
La bandera de la ciudad de Toronto fue adoptada en octubre de 1999.
Contiene las torres gemelas del ayuntamiento sobre fondo azul, con la hoja de arce de la bandera de Canadá en su base, que representa la Cámara del Consejo. La forma del espacio arriba y entre las torres recuerda la letra "T", la inicial de la ciudad. Una leyenda popular sugiere que la bandera mirada al revés se parece a Adán con una hoja de arce en lugar de una hoja de higuera.